# Eric Fagúndez
Antonio Eric Fagúndez Lima (Vergara, 19 augustus 1998) is een Uruguayaans wielrenner.

## Carrière
In 2021 nam Fagúndez deel aan de wegwedstrijd op het wereldkampioenschap, die hij niet uitreed. Als stagiair bij het Angolese BAI-Sicasal-Petro de Luanda nam hij augustus 2022 deel aan de Ronde van Portugal, waar een veertiende plek in de vijfde etappe zijn beste uitslag was.
In 2023 werd Fagúndez prof bij Burgos-BH. In februari van dat jaar werd hij nationaal kampioen tijdrijden. Een dag later werd hij zesde in de wegwedstrijd. Datzelfde jaar droeg hij een dag de leiderstrui in zowel de Ronde van Cova da Beira als de Ronde van het Qinghaimeer, nam hij wederom deel aan het wereldkampioenschap en maakte hij in de Ronde van Spanje zijn debuut in een Grote Ronde. In 2024 won Fagúndez twee etappes in de Ronde van het Qinghaimeer, waarna hij in Parijs deelnam aan de wegwedstrijd op de Olympische Spelen.

## Overwinningen
2018
 Uruguayaans kampioen op de weg, Beloften
2023
 Uruguayaans kampioen tijdrijden, Elite
1e etappe Ronde van Cova da Beira (TTT)
2024
2e en 8e etappe Ronde van het Qinghaimeer
2025
 Uruguayaans kampioen tijdrijden, Elite

## Resultaten in voornaamste wedstrijden
| Jaar | Ronde van Italië | Ronde van Frankrijk | Ronde van Spanje |
| ---- | ---------------- | ------------------- | ---------------- |
| 2021 |                  |                     |                  |
| 2023 |                  |                     | 129e             |
| 2024 |                  |                     |                  |

| Jaar | Clásica San Sebastián |  | WK op de weg |
| ---- | --------------------- |  | ------------ |
| 2021 |                       |  | opgave       |
| 2023 | 81e                   |  | opgave       |
| 2024 |                       |  | 81e          |

## Ploegen
- 2022 –  BAI-Sicasal-Petro de Luanda (stagiair vanaf 1 augustus)
- 2023 –  Burgos-BH
- 2024 –  Burgos-BH
- 2025 –  Burgos Burpellet BH

Alleno · Álvarez · Angulo · Aparicio · Ardila (tot 23/8) · Barthe · Bol · Díaz · Ezquerra · Fagundez · M. Fernández · Franco · Fuentes · Langellotti · Madrazo · Mora (vanaf 9/5) · Navarro · Okamika · Orts · Pelegrí · Peñalver · Sánchez · Delgado (stagiair) · S. Fernandez (stagiair)
Alleno · Álvarez · Angulo · Aparicio · Bol · Bouglas · Chumil · Delgado · Díaz · Ezquerra · Fagundez · Fernandez · Franco · Fuentes · Gate · Jackson · Langellotti · Mora · Okamika · Pelegrí · Sainbayar · Vacek · Bennassar (stagiair) · Cabedo (stagiair) · Rey (stagiair)